# Listă de filme de groază din anii 2020
Filmele de groază din anii 2020 sunt prezentate în următoarele articole:
- Listă de filme de groază din 2020
- Listă de filme de groază din 2021
- Listă de filme de groază din 2022
- Listă de filme de groază din 2023
- Listă de filme de groază din 2024
- Listă de filme de groază din 2025
- Listă de filme de groază din 2026
- Listă de filme de groază din 2027
- Listă de filme de groază din 2028
- Listă de filme de groază din 2029